# Gabriel de Grupello

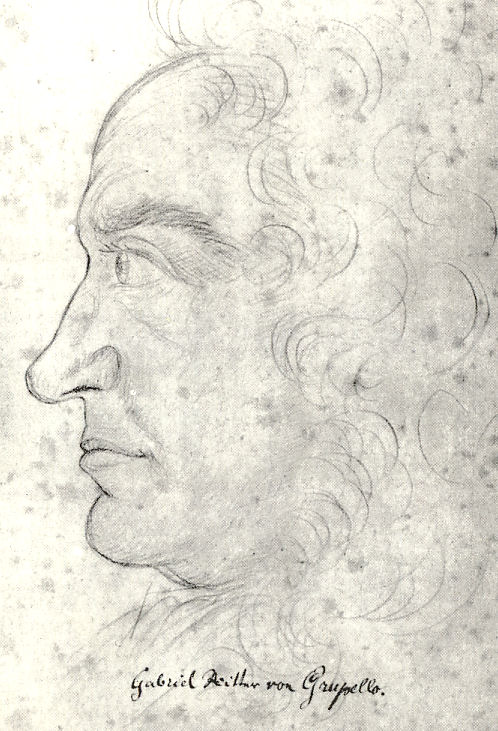
Gabriel de Grupello

Gabriel de Grupello (Geraardsbergen, 22 de Maio de 1644 - Kerkrade, 20 de Junho de 1730) foi um escultor italo-flamengo.